# Безсалівська сільська рада
Безсалівська сільська рада — колишній орган місцевого самоврядування у Лохвицькому районі Полтавської області з центром у селі Безсали.

## Населені пункти
Сільраді були підпорядковані населені пункти:
- c. Безсали
- c. Вишеньки
- c. Мехедівка
- c. Озерне
- c. Сокириха
- c. Червона Слобідка